# مائیس رافائلیان
مائیس گئورگی رافائلیان (ارمنی: Մայիս Գևորգի Ռաֆայելյան؛ زاده ۱۵ ژوئیهٔ ۱۹۳۹ - درگذشته ۱ ژوئیهٔ ۲۰۲۱) کارگردان نمایش اهل ارمنستان بود. وی بین سال‌های - تا - میلادی فعالیت می‌کرد.

## زندگی‌نامه
وی در ۱۵ ژوئیهٔ ۱۹۳۹ در متساوان به دنیا آمد و از انستیتو دولتی هنری و نمایشی ایروان فارغ‌التحصیل گشت. وی همچنین برنده جوایزی همچون چهره هنری شایسته ارمنستان شوروی (۱۹۸۳) شد. وی در ۱ ژوئیهٔ ۲۰۲۱ در سن ۸۱ سالگی در ایروان درگذشت.